# Matvik och Boddestorp
Matvik och Boddestorp är en tätort i Hällaryds socken i Karlshamns kommun i Blekinge län. SCB avgränsade och namnsatte 2023 bebyggelsen i Vettekulla, Matvik och Boddestorp till en tätort, där bebyggelsen tiggare utgjort två av SCB avgränsade och namnsatta småorter Vettekulla och del av Matvik samt Boddestorp och del av Tränsum
Tätorten utgörs av en blandning med sommarstugor och året-runt-bostäder längs den blekingska kustremsan. Naturen är varierande med Bokskog ena sidan vägen, klippor, hav och Hällaryds skärgård på den andra.